# Кукурас, Димитрис
Димитрис Кукурас(греч.  Δημήτρης Κούκουρας 1892 — 1947) — греческий офицер и коммунист, командир 7-й бригады Народно-освободительной армии Греции (ЭЛАС) в годы Второй мировой войны.

## Молодость
Димитрис Кукурас родился в 1892 году в селе Дими, Ахайя.
В 1911 году, закончив гимназию, вступил добровольцем в греческую армию.
Принял участие в Балканских войнах и был дважды награждён орденом «За мужество».
В 1918 году получил звание младшего лейтенанта пехоты и в дальнейшем дополнил своё военное образование в Военном училище эвэлпидов и Школе войны.
Принял участие в Украинском походе греческой армии, осуществлённом по просьбе Антанты, в ходе которого стал свидетелем восстания французских моряков.
Принял участие в малоазийском походе греческой армии, где был тяжело ранен.
В период 1934—1935 преподавал в Военном топографическом училище.
В 1935 году был повышен в звание майора.

## Последующие годы
С установлением в 1936 году диктатуры генерала Метаксаса, был отправлен в отставку в звании подполковника.
После вступления в армейский антидиктаторский фронт, был отправлен за свою деятельность в ссылку на острове Аморгос.
С началом греко-итальянской в октябре 1940 года Кукурас попросил своего возвращения в действующую армию и отправки на фронт, но получил отказ.
С началом тройной, германо-итало-болгарской, оккупации Греции вступил в Народно-освободительную армию Греции (ЭЛАС) и возглавил 7-ю бригаду ЭЛАС.
После освобождения был зачислен в категорию Β' (куда зачислялись неблагонадёжные офицеры служившие в ЭЛАС) и был сослан на остров Наксос.
В апреле 1947 года, вместе с другими 11 сосланными офицерами ЭЛАС, совершил впечатляющий побег с Наксоса.

## Расстрел
Парусник с беглецами дошёл до континентального побережья Северного Эвбейского залива, откуда, разбившись на маленькие группы, они пытались добраться до соединений Демократической армии.
Беглецы оказались в зоне карательных операций королевской армии и почти инвалид Кукурас и тяжело больной капитан К. Хадзимихелакис попали в плен. Оба не предали местонахождение и маршрут своих товарищей и были приговорены к смертной казни.
В последний момент, приговор Хадзимихелакиса был сменён на пожизненное заключение.
Кукурас был расстрелян в Ларисе 13 июня 1947 года.
По свительству очевидцев, как во время слушания его дела трибуналом, так и во время расстрела, вёл себя смело и достойно и умер с поднятым кулаком.